# Spoorlijn Ribérac - Parcoul-Médillac
De spoorlijn Ribérac - Parcoul-Médillac was een Franse spoorlijn van Ribérac naar Médillac. De lijn was 30,5 km lang en heeft als lijnnummer 619 000.

## Geschiedenis
De lijn werd geopend door de Compagnie du chemin de fer de Paris à Orléans op 1 juli 1906. Personenvervoer werd opgeheven op 10 juni 1940. Goederenvervoer tussen Ribérac en Saint-Aulaye was er tot 17 december 1951 en tussen Saint-Aulaye en Parcoul-Médillac tot 1980. 

## Aansluitingen
In de volgende plaatsen is of was er een aansluiting op de volgende spoorlijnen:
Ribérac
RFN 618 000, spoorlijn tussen Magnac-Touvre en Marmande
RFN 620 000, spoorlijn tussen La Cave en Ribérac
Parcoul - Médillac
RFN 570 000, spoorlijn tussen Paris-Austerlitz en Bordeaux-Saint-Jean

## Galerij

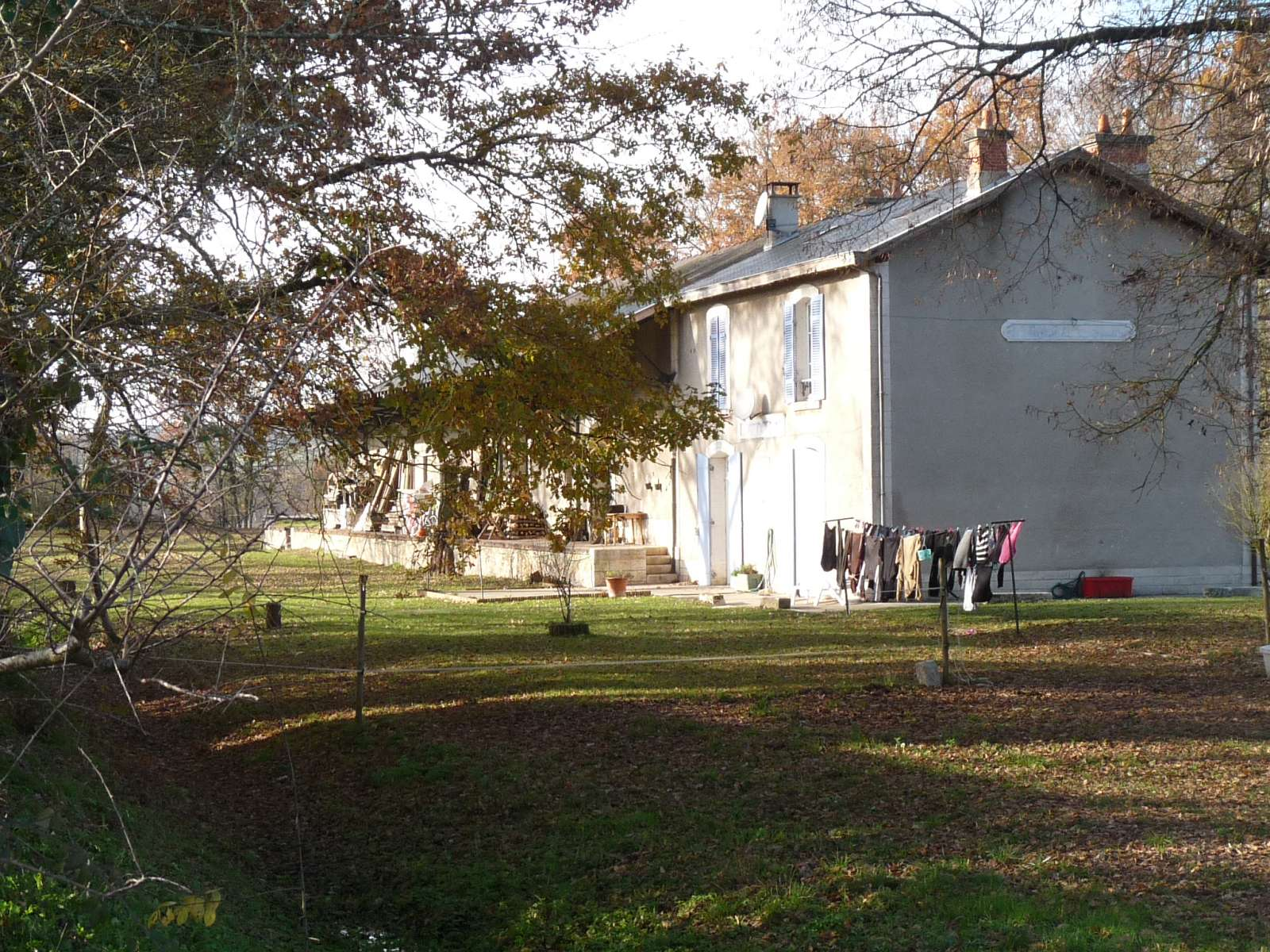
Voormalig station Petit-Bersac - Saint-Séverin.